# Analítiques de l'aprenentatge social
La Society of Learning Analytics Research SoLAR, planteja l'Analítica de l’Aprenentatge Social (Social Learning Aanalytics o SLA) com “un subconjunt distintiu de l'analítica d'aprenentatge basat en el treball que demostra que les noves habilitats i idees no parteixen exclusivament dels individus, sinó que es desenvolupen, difonent i transmet a través de la interacció i la col·laboració”.

## Definició i objecte
Segons Fergusson i Shum, les Analítiques de l’aprenentatge (Learning analytics o LA) s'han centrat a recollir dades sobre els nivells d’execució dels estudiants en a la resolució de tasques predefinides en les plataformes LMS. Aquest enfocament ha permès elaborar models predictius per identificar usuaris amb un potencial èxit o risc acadèmic, i tal com observen Goldstein & Katz (2005) han servit per gestionar l’admissió i suport proporcionat als alumnes, més que no pas per a engegar millores en la planificació institucional.
Si bé el sistema de LA tenen coherència dins de models d’ensenyament tradicionals, val a dir que perden la seva lògica quan es vol comprendre situacions d’aprenentatge basades en entorns d'aprenentatge col·laboratiu, en els quals no sempre existeix un professor o una organització educativa acreditada, ni tampoc una qualificació. Més aviat, l’aprenentatge social pren lloc en el marc d’una cultura de la participació i l'educació permanent, entre persones que interaccionen entre si en la xarxa per resoldre problemes, i que ho fan de forma directa a través de missatges, o bé indirectament amb les seves aportacions en eines 2.0 publicant, buscant, etiquetant, avaluant, per exemple).

## Orígens
Les analítiques de l’aprenentatge (LA) es defineixen per SoLAR com: “la mesura, col·lecció, anàlisi i informe de dades sobre els aprenents i els seus contextos, amb finalitat de comprendre i optimitzar l’aprenentatge i l'entorn en el qual té lloc”.

### Tipus de dades en LA
Santamaria, sintentitza el diferents tipus de dades que els LMS emmagatzemen i que es poden reutilitzar per generar processos analítics.
- Dades personals sobre l’usuari: nom, adreça, edat,...
- Dades d’interacció: comportament en el sistema, missatges als fòrums, classificació,...
- Dades de navegació parades: quins enllaços ha seguit, mapes de risc,...
- Dades relacionals: connexions amb l’usuari tals com amics, seguidors, a qui segueix,...
- Dades del context: ubicació de l’usuari, sensors de moviments, velocitat,...
- Dades textuals: creats pels mateixos aprenents que són avaluats com tècniques mineria de forma transparent

### Possibilitats i controvèrsies del model
Diversos problemes entre els quals hi ha quines d’aquestes dades són significatives per a fomentar l’aprenentatge i construir un model d’avaluació continua que pugui retroalimentar el disseny tecnopedagògic utilitzat. A aquesta primera qüestió li segueixen problemes tecnològics (models de visualització de les dades) i legals (models de protecció de dades).
De forma sintètica, Erik Duval (2012) proposa un seguit de qüestions en l'eficàcia del LA en el camp de l'educació: 
1. La manca de consens i certitud per a escollir quins són els rastres digitals significatius per a comprendre l’aprenentatge. Cada vegada hi ha més característiques i paràmetres del procés que es poden mesurar (amb el m-learning per exemple), però el fet que es puguin mesurar no significa que siguin rellevants de per sí.
2. La plasmació de les dades en representacions visuals que proposin un feedback real pels actors de l’E-A. La visualització de les dades suposa un repte per a fer intel·ligible el model.
3. Dificultat per avaluar l’impacte real en aprenentatge a nivell pràctic (ja que requereix estudis longitudinals) i metodològic (perquè hi intervenent moltes variables a part de la intervenció educativa)
4. El reduccionisme de la mediació (et converteixes en el que mesures), en el sentit de centrar-se en còmputs purament quantitatius del nombre d’acció que porta a terme l'estudiant, sense valorar la part qualitativa de les mateixes (nombre de twits, missatges al fòrum, etc.).
5. Recollint els rastres digitals es genera una base de dades que contribuiria a fer de la recerca educativa en una ciència més empírica. Compartint-la suposa un repte enorme per la comunitat acadèmica.
6. Els efectes sobre els aprenents quan tenen consciència que s'analitzen els seus moviments i interaccions, i alhora que les dades seran accessibles als professors I a la institució educativa. Aquest aspecte pot donar lloc a una situació tipus “Big Brother”, amb resultats condicionats per la metodologia.
7. El risc que a mesura que LA fomenta sistemes de suport continuo als estudiants, s'elimini la seva autonomia i activitat metacognitiva per generar una dependència del feedback continu que proposa la institució i que podria ser llegit com un sistema reductor de la llibertat.

## Nivells d'anàlisi en SLA i exemples d'aplicació
Principals característiques i algunes aplicacions i experiències que es recullen en els treballs de Zapata i Fergusson & Shum:

### Anàlisi de lesxarxes socials
Anàlisi que facilita la identificació dels estudiants desconnectats, dels principals flux d’informació dins d’una classe, del grau en què una comunitat d’aprenentatge es desenvolupa a través de la interacció en línia. Existeixen diverses eines procedents sobretot de la sociologia (Anàlisis social de xarxes) que ofereixen dades estadístiques sobre el grau d’interacció grupal en forma de grafs.
- SNAPP Arxivat 2012-09-05 a Wayback Machine. Social Networks Adapting Pedagogical Practice
- GISMO
- Moodog. - S'acopla a la part superior de Moodle.
- Check My Activity Arxivat 2013-01-09 a Wayback Machine. (CMA) - Permet comparar l'activitat de l'estudiant amb la mitjana del grup (Universidad de Maryland, Baltimore County).

### Anàlisi del discurs
En
aquesta anàlisi es tracta d’identificar la participació significativa, i el seu
sentit en el conjunt. Per fer-ho s'examinen els intercanvis en les fases d’inici, resposta, seguiment, entre els estudiants i amb els tutors o consultors. Un
altre enfocament dins d’aquest grup, seria l'estudi de la creació de comunitats d’aprenentatge,
en la forma en com es poden generar instruments de coneixement col·lectiu (com
mapes conceptuals, per exemple). De Liddo (2011), afegeix altres variables d’interès: els temes d’atenció que demostren els participants, la retòrica que s'utilitza
en les contribucions, les àrees d’acord i desacord dins el grup, i la forma en
com es distribueix el coneixement.
- Nvivo Arxivat 2011-11-11 a Wayback Machine.. Software que treballa amb dades qualitatives, no numèriques ni estructurades.

### Anàlisi del contingut
Col·lecta
dades i informa sobre el contingut generat per l’usuari a partir de la
plataforma Web 2.0, i també sobre els seus motors de recerca. Hi ha una
varietat de mètodes que analitzen el contingut amb la intenció de guiar als
aprenents cap a un ús personalitzat i viable de l’amplitud de recursos que
existeixen en la xarxa.
- LOCO-Analyst (Learning Object Context Ontologies)

### Anàlisi de laMotivació
Es centra en la motivació intrínseca que mou a l’aprenentatge i a la innovació de l'estudiant. Aquestes anàlisis intenten identificar i seguir la combinació de factors i variables que incentiven la bona disposició de l'estudiant vers a l’acció formativa de forma continuada, tals com les identitats, valors, actituds, valoracions grupals, les habilitats i coneixements previs per exemple.
- ELLI "Effective Lifelong Learning Inventory" Arxivat 2014-05-03 a Wayback Machine.. Bona pràctica reconeguda desenvolupada per l'Open University of UK (Edwards 2011).

### Anàlisi del context
El context conté dades tan variades com les temporals, localització geogràfica, objectius,
activitats, i rols d’interacció entre els actors de l’E-A. Igualment aquesta dimensió inclouria tota una sèrie de característiques del mateix aprenent que es poden obtenir en la matricula al curs, i que el que el condicionin el seu nivell d’execució com ara la llengua, interessos i nivell formatiu, per exemple.
- Social Learn  Arxivat 2014-05-03 a Wayback Machine.